# Nilobezzia connexa
Nilobezzia connexa är en tvåvingeart som beskrevs av Jean-Jacques Kieffer 1916. Nilobezzia connexa ingår i släktet Nilobezzia och familjen svidknott.
Artens utbredningsområde är Taiwan. Inga underarter finns listade i Catalogue of Life.